# Tots els cavalls bonics
Tots els cavalls bonics  (títol original: All the Pretty Horses) és una pel·lícula estatunidenca de Billy Bob Thornton estrenada l'any 2000, adaptació de la novel·la homònima de Cormac McCarthy publicada l'any 1994. Ha estat doblada al català

## Argument
El film explica la història de John Grady Cole, un cowboy de 16 anys, i del seu millor amic Lacey Rawlins, que travessen la frontera per anar al Sud de Mèxic.
Troben, entre d'altres, un jove anomenat Jimmy Blevins que es converteix en el seu amic, i una jove aristòcrata, Alejandra Villarreal, de la qual John Grady s'enamora. A Mèxic, esdevé més madur i més realista veient totes les atrocitats del món.

## Repartiment
- Matt Damon: John Grady Cole
- Henry Thomas: Lacey Rawlins
- Penélope Cruz: Alejandra
- Rubén Blades: Hector de la Rocha
- Sam Shepard: J.C. Franklin
- Robert Patrick: Cole
- Lucas Black: Jimmy Blevins
- Miriam Colon: Doña Alfonsa
- Bruce Dern: Jutge
- Augustin Solis: Manuel
- Elizabeth Ibarra: Maria
- Lonnie Rodriguez: Esteban
- Jesse Plemons: John Grady Coll petit

## Producció
- Després que Billy Bob Thornton acabés la seva versió del director, el productor Harvey Weinstein va a reduir la durada de la pel·lícula més d'una hora. Peter Biskind en el seu llibre Down and Dirty Pictures va suggerir que això va ser com una revenja per la negativa de Thornton de reduir el metratge de Sling Blade.

## Rebuda
- Les ressenyes del film van ser en general negatives, criticant-lo com una pobra adaptació de la novel·la i com una pel·lícula de poc nivell dramàticament parlant.[3] Lisa Schwarzbaum de Entertainment Weekly va escriure que «en enfrontar l'elecció dels instruments amb els quals adaptar un bon llibre en una pèssima pel·lícula, el director Billy Bob Thornton tria imatges pesades, aleatòries i amb vel·leïtats d'artísta i un ritme plomís».[4] Així mateix, A. O. Scott de The New York Times va considerar que el film era «enginyós però insubstancial i superficial com un comercial de Marlboro».[5] No obstant això, Roger Ebert no va estar d'acord amb la majoria dels crítics i va lloar el film, donant-li tres estrelles i mitja de quatre possibles.[6]